# Narodni park Timanfaya
Narodni park Timanfaya (špansko Parque Nacional de Timanfaya) je španski narodni park na jugozahodnem delu otoka Lanzarote na Kanarskih otokih. Zajema dele občin Tinajo in Yaiza. Območje obsega 51,07 kvadratnih kilometrov, park pa je v celoti sestavljen iz vulkanske zemlje. 
Kip El Diablo Césarja Manriqueja je njegov simbol. 
Je edini narodni park v Španiji, ki je v celoti geološki. Narodni park Timanfaya predstavlja znak nedavnega in zgodovinskega vulkanizma v makaronezijski regiji. Zadnji vulkanski izbruhi so se zgodili v 18. stoletju in tudi v 19. stoletju.

## Splošno
Približno 845 km² velik otok Lanzarote je do treh četrtin pokrit z lavo, ki jo iz vsaj 300 kraterjev bruha okoli 100 vulkanov. Magmatski material iz izbruhov, ki so trajali skoraj šest let od 1. septembra 1730 do 16. aprila 1736, pokriva približno 20 odstotkov (167 km²) Lanzaroteja. Narodni park Timanfaya na jugozahodu otoka se razprostira na 6 odstotkih otoka (51,07 km²), od meja mesta Yaiza do Montaña Timanfaya; zahodna meja je obala. Takrat je tu nastalo 32 vulkanskih stožcev. Poleg izbruhov na kopnem so bili številni morski potresi.
Domačini so bili prepričani, da je Virgen de los Volcanes leta 1736 ustavila tok lave pri Montaña de Guiguan in s tem prizanesla okoliškim vasem. Zato so ji obljubili zgraditi kapelo. Šele leta 1781 je revno prebivalstvo uspelo dokončati majhno kapelo Ermita de los Dolores v Mancha Blanci. Ko je bilo območju med naslednjimi vulkanskimi izbruhi leta 1824 spet prizaneseno, so si to razlagali kot ponovitev čudeža. Figura Device Marije, ki je bila prej shranjena v cerkvi v Tinaju, je leta 1862 dobila končno lokacijo v kapeli Ermita de los Dolores.
Do narodnega parka se lahko pride po dobro razvitih cestah. Nastale so leta 1950 za obisk generala Franca. Na 14-kilometrsko povratno vožnjo se lahko odpravi le z avtobusom. S 350 metrov visoke Montaña Rajada je pregled nad večino narodnega parka Timanfaya. Veliko območje, ki ga zdaj zavzema morje lave, je bilo pred izbruhi eden najbolj rodovitnih delov Lanzaroteja. Po katastrofi je tam, kjer so prej obstajala majhna mesta in posamezne kmetije, ležalo osem milijonov kubičnih metrov lave; uničenih je bilo skupno okoli 420 hiš. Uničene vasi so bile Timanfaya, Los Rodeos, Mancha Blanca, Santa Catalina, Mazo, Jarretas, Tingafa, Peña Palomas, Testeina, La Geria, Macintafe, Mozaga, Guagaro, Masdache in Iguadén, pa tudi posesti Maretas in Chupaderos.
Vulkani, ki sestavljajo narodni park Timanfaya, spadajo v tako imenovano skupino Hawaii. Na visokih nadmorskih višinah tvorijo ogromne stebre pepela, lapile, ki so, prenašani z vetrom, prekrili velika območja in pobočja starih kraterjev. Ta območja, ki jih je oblikoval dež pepela, se imenujejo Valle de la Tranquilidad (Dolina miru). Središče izbruha je bilo v Maciso del Fuego (Ognjeni masiv), ki se dviga 525 metrov visoko. Ta vulkan je prekrit s skorjo in pepelom zaradi izbruhov v 18. stoletju. Vendar je bilo ugotovljeno, da je greben, ki še vedno oddaja ogromno toplotnega sevanja, sestavljen iz zelo stare lave, ki pripada starodavni gori Timanfaya. Zanimive so pogoste vrste majhnih odprtin (hornitos) in parazitskih vulkanov, tako imenovanih, ker so nastali ob vznožju osrednjega kolosa. Impozanten stožec pepela, Caldera del Corazoncillo, ima krater, katerega globina sega približno 100 metrov pod površje okolice. Lava iz tega vulkana je leta 1730 pokopala vas Timanfaya.
Le zelo počasi se je na nastali malpi (slabi zemlji) spet oblikovalo nekaj vegetacije. Ponekod lahko opazimo lišaje ali majhne sukulente ter številne nizke trnate grmovnice, imenovane Aulaga Majorera. Ta grm uporablja uprava parka za prikaz visoke temperature tal na območju Islote de Hilario. Suhe veje, zatlačene v luknjo v zemlji, so takoj zagorele. V drugi predstavitvi se voda vlije v cev, ki je navpično vdelana v zemljo. Ker je temperatura nekaj metrov pod zemeljskim površjem več kot 400 °C, se ustvari eksploziven curek pare. Zahodno od glavnega kraterja Montaña del Fuego je temperatura okoli 700 °C na globini 27 metrov. Islote de Hilario je dobil ime po možu po imenu Hilario, ki je po legendi več kot pol stoletja živel kot puščavnik na tem skalnatem otoku, brez spremljevalca razen svoje kamele. Pravijo, da je Hilario posadil figovo drevo, ki, čeprav se je ukoreninilo, nikoli ni obrodilo sadov, ker se cvet ni mogel hraniti z ognjem. Tu je César Manrique zgradil okroglo restavracijo El Diablo (Hudič) s kuhalnico nad vročo luknjo v tleh. Približno 1,5 kilometra stran je eden od treh raziskovalnih laboratorijev geodinamičnega laboratorija Lanzarote v Casa de Los Camelleros (nekdanji hiši goničev kamel). Očividec izbruhov, ki so trajali skoraj šest let v 18. stoletju, župnik Yaize, don Andrés Lorenzo Curbelo, je svoje vtise zapisal v rokopisu. Na pobočju Montaña de la Cinta v Yaizi je leta 1990 postavljena spominska plošča, ki spominja na hude vulkanske izbruhe tistega časa. Posvečena je takratnemu župniku Yaize.

## Vulkanska dejavnost
Največji zabeleženi izbruhi so se zgodili med letoma 1730 in 1736. Vulkanska aktivnost se nadaljuje, saj se površinska temperatura v jedru giblje od 100 do 600 °C na globini 13 metrov, kar dokazuje zlivanje vode v zemljo, kar povzroči gejzir pare, ki je zanimiv za turiste. Obstaja samo en aktivni vulkan, vulkan Timanfaya, po katerem je park tudi poimenovan.
- Charco de los Clicos
- Timanfaya
- Timanfaya
- El Diablo

### Zadnji izbruh leta 1824
Zadnji vulkanski izbruhi na otoku so se zgodili leta 1824. 31. julija se je začel izbruh vulkana Clérigo Duarte. Erupcijska razpoka je bila dolga več kot 14 kilometrov. Pri Punte del Cochino se je v morje skotalila šest kilometrov dolga gmota lave. Pred tem so v obdobju 10 let sledili številni potresi srednje magnitude. Posebnosti tega izbruha so bile redkost lave in ogromni stebri vrele slane vode, ki so bruhali iz kraterjev in poplavljali območje. Zadnji tokovi lave so ogrozili vas Mancha Blanca. V stiski so si prebivalci mesta Mancha Blanca sposodili kip Virgen de los Dolores iz cerkve v Tinaju. S tem so v povorki odkorakali proti žareči lavi. Zgodil se je čudež: malo pred prvo hišo v mestu je lava obstala. Danes je na tem mestu lesen križ. Ta dan se še danes redno praznuje s procesijo.

## Ekološka vrednost
Leta 1993 je UNESCO določil biosferni rezervat, ki pokriva celoten Lanzarote. Narodni park je eno osrednjih območij biosfernega rezervata.
Dostop javnosti do parka je strogo reguliran zaradi zaščite občutljive flore in favne. Obstajata ena ali dve pešpoti in priljubljena kratka pot, ki se jo lahko obišče s kamelo. Obstaja javno parkirišče, s katerega si lahko ogleda vulkansko pokrajino z avtobusom po cesti, ki je sicer zaprta za javnost.